# 마리오 J. 몰리나
마리오 호세 몰리나-파스칼 엔리케스(스페인어: Mario José Molina-Pasquel Henríquez, 1943년 3월 19일 ~ 2020년 10월 7일)는 멕시코의 화학자이다. 1995년에 오존층 파괴의 화학적 메커니즘을 규명한 공로로 파울 크뤼천, 프랭크 셔우드 롤런드와 함께 노벨 화학상을 수상했다. 2020년 10월 7일에 심근경색으로 사망하였다.

## 수상 경력
- 1983년: 환경 성과에 대한 타일러상
- 1987년: 뉴콤 클리블랜드상
- 1989년: NASA Exceptional Scientific Achievement Medal[1]
- 1995년: 노벨 화학상
- 1999년: 유엔 환경 계획 사사카와상
- 2003년: Heinz Award
- 2004년: 볼보 환경상
- 2013년: 대통령 자유 훈장[3]

## 저서·논문
- Molina, Luisa T., Molina, Mario J. and Renyi Zhang. "Laboratory Investigation of Organic Aerosol Formation from Aromatic Hydrocarbons," Massachusetts Institute of Technology (MIT), United States Department of Energy, (August 2006).
- Molina, Luisa T., Molina, Mario J., et al. "Characterization of Fine Particulate Matter (PM) and Secondary PM Precursor Gases in the Mexico City Metropolitan Area," Massachusetts Institute of Technology (MIT), United States Department of Energy, (October 2008).